# 청춘예찬
《청춘예찬》은 2009년 1월 5일부터 2009년 4월 17일까지 방영된 한국방송공사 TV소설이다.

## 트리비아
내용을 잘라내야 하는 등 제작비 문제로 인하여 이 드라마의 종영을 끝으로 KBS는 KBS 1TV의 TV소설을 폐지하게 되었다.
한편, 해당 작품을 끝으로 TV 소설이 잠정 폐지되면서 <청춘예찬> 자리에는 2006년 11월 20일부터 35분(7시 25분 ~ 8시) 편성되었으나 2008년 3월 31일부터 같은 요일(월~금) 35분(8시 20분 ~ 55분)으로 변경되었지만 KBS가 돌아온 뚝배기를 끝으로 2TV 일일드라마를 잠정 폐지함에 따라 그 해 11월 17일부터 월~금 35분(7시 25분 ~ 8시)로 옮겨 방송된 인간극장이 채널과 시간대를 이동했다.
TV소설은 이후 2011년 11월 7일부터 방송된 <복희 누나>를 시작으로 KBS 2TV에서 부활되어 2018년 <파도야 파도야>까지 방영되었다.

## 줄거리
1967년 전주 시외버스 터미널을 배경으로 청춘들의 꿈과 사랑을 그린 드라마.

## 등장 인물

### 주요 인물
- 유다인 : 이순영 역 (아역: 이지은)
- 김동건 : 배성수 역 (아역: 이정한)
- 이인 : 김주형 역
- 김영준 : 양문규 역

### 순영네 가족
- 문보령 : 이순결 역
- 박창익 : 이순구 역
- 서신애 : 이순자 역 (아역: 윤정은)
- 윤승원 : 이승대 역 (아역: 강이석)
- 이칸희 : 장지순 역 (아역: 노진)

### 성수네 가족
- 안미나 : 배경숙 역 (아역: 오예나)
- 최상훈 : 배용진 역 (아역: 신정범)
- 이미영 : 오광자 역 (아역: 허윤아)
- 김영옥 : 용진 모 역

### 주형네 가족
- 김지영 : 주형 할매 역

### 문규네 가족
- 민지현 : 양상미 역
- 김응수 : 양대두 역

### 그 외 인물
- 김형일 : 최두식 역
- 김홍표 : 오광호 역
- 오세진 : 서혜진 역
- 정정아 : 주예순 역
- 김진서 : 오 기사 역
- 고규필 : 한심 역
- 김기두 : 천만 역
- 승규 : 꼴통 역
- 윤원석 : 밥톨 역
- 허인범 : 깡통 역
- 하시은 : 춘섬 역
- 박길수 : 고 선생 역
- 임진웅 : 진웅 역
- 신하연
- 송민형 : 순자의 아빠 역
- 김정하 : 순자의 엄마 역
- 정지순 : 순자의 언니 역
- 신민주